# Ourocnemis axiochus
Ourocnemis axiochus är en fjärilsart som beskrevs av William Chapman Hewitson 1867. Ourocnemis axiochus ingår i släktet Ourocnemis och familjen Riodinidae. Inga underarter finns listade i Catalogue of Life.